# رایان‌ایر

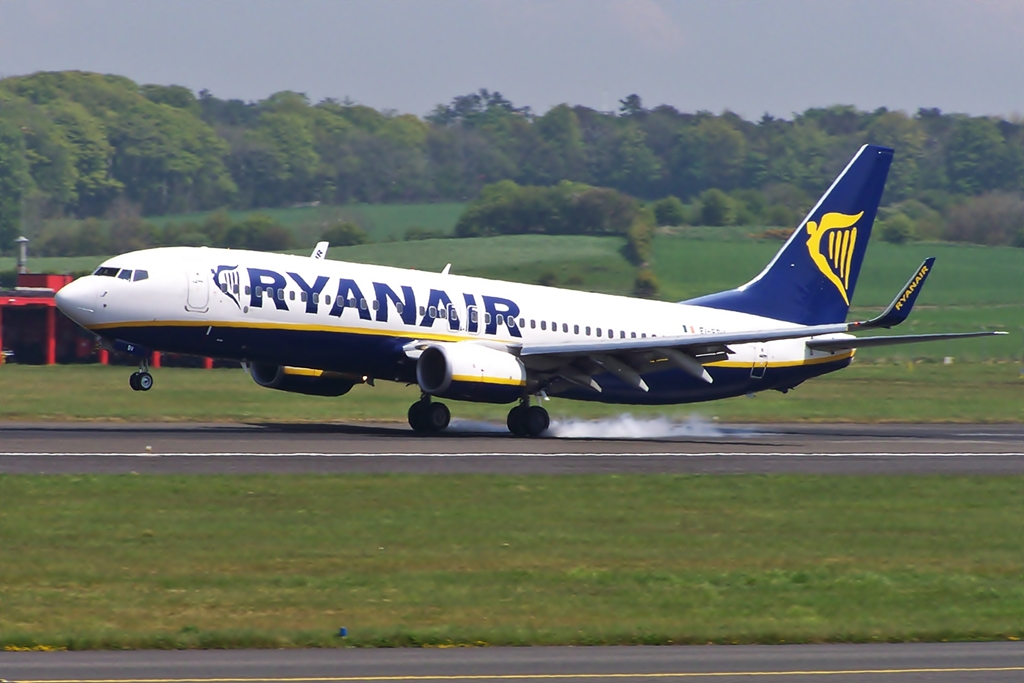
هواپیمای بوئینگ ۷۳۷، متعلق به رایان‌ایر

رایان‌ایر (به انگلیسی: RyanAir) شرکت هواپیمایی ارزان‌قیمت ایرلندی است، که بزرگ‌ترین شرکت هواپیمایی ارزان‌قیمت اروپا به‌شمار می‌آید و به‌طور روزانه در بیش از ۲۷۰ مسیر در ۲۱ کشور اروپایی پرواز می‌کند. 
شرکت رایان ایر در سال ۱۹۸۵ توسط تونی رایان تأسیس شد و هم‌اکنون با مدیریت مایکل اولری، به‌عنوان یکی از سودآورترین خطوط هواپیمایی جهان محسوب می‌شود.
رایان‌ایر از روش‌های گوناگون، گاه با نوآوری و گاهی غیرعادی، سعی می‌کند هزینه‌هایش را پایین نگاه داشته و میزان درآمد خود را نیز افزایش دهد. برای مثال فضای خارجی بدنه برخی هواپیماها برای تبلیغ شرکت‌های گوناگون اجاره داده می‌شود. ناوگان رایان‌ایر را تنها هواپیماهای بوئینگ ۷۳۷ تشکیل می‌دهند که هزینه تعمیر و آموزش پرسنل را کاهش می‌دهد. رایان‌ایر با استفاده از هواپیماهای جدید و مجهز به موتورهای مدرن، سوخت مصرفی را کاهش داده، در هزینه سوخت صرفه‌جوبی می‌کند. هواپیماها کمترین وقت ممکن را روی زمین می‌گذرانند و فاصله زمانی بین فرود و پرواز مجدد هواپیماهای رایان‌ایر در شرایط عادی بیش از ۲۰ دقیقه نیست. در پروازهای رایان‌ایر غذا و نوشیدنی رایگان سرو نمی‌شود و مسافران در صورت نیاز باید هزینه آن را بپردازند. حمل بار دستی به داخل هواپیما رایگان است، ولی مسافران برای تحویل جامدان به بار، باید مبلغی پرداخت کنند.
برای صرفه جویی در خرج‌های برق، خدمه این شرکت از شارژ کردن موبایل خود هنگام کار منع شده‌اند. رایان‌ایر در سال‌های گذشته مدام در حال پیشرفت بوده و بحث و جدل علیه آن همیشه در جریان بوده‌است. این شرکت هم‌اکنون ناوگانی متشکل از 367 هواپیما دارد.

## وبگاه
وبگاه  شرکت https://www.ryanair.com/ می‌باشد. 